# Wybory prezydenckie w Zimbabwe w 2008 roku
Wybory prezydenckie w Zimbabwe w 2008 roku odbyły się 29 marca. Trzema głównymi kandydatami byli: obecny prezydent kraju Robert Mugabe (ZANU-PF), lider opozycyjnej MDC - Morgan Tsvangirai oraz były minister finansów - Simba Makoni. Wstępne wyniki wskazywały na zwycięstwo Morgana Tsvangirai. Drugą turę wyborów zaplanowano na 27 czerwca, jednak w obliczu zastraszania opozycjonistów Morgan Tsvangirai wycofał swoją kandydaturę.
29 marca przeprowadzone zostały również wybory parlamentarne i samorządowe.

## Okoliczności wyborów

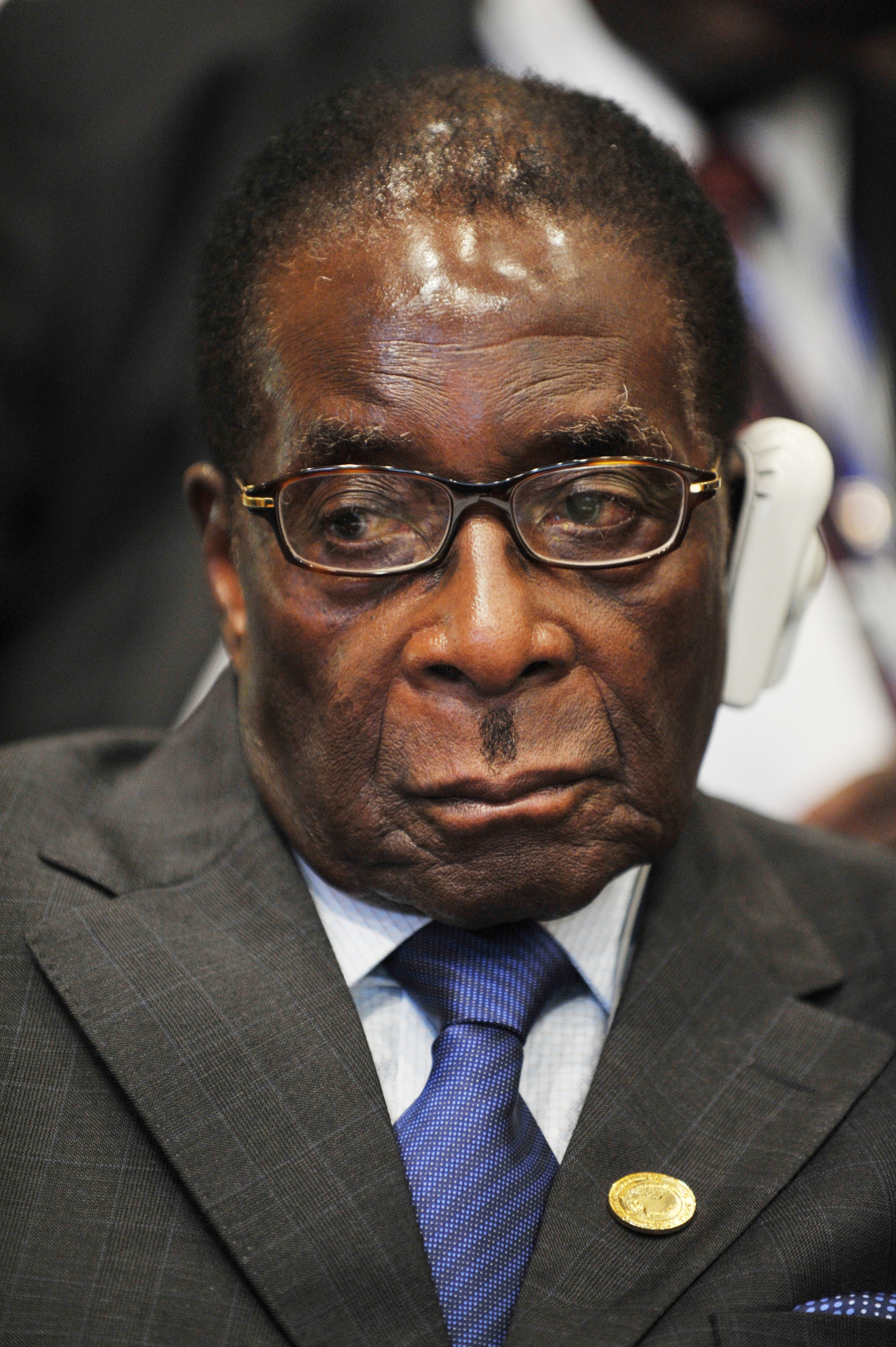
Robert Mugabe

Robert Mugabe sprawuje rządy w Zimbabwe od 1980 roku. Jest odpowiedzialny za doprowadzenie kraju do stanu największego w historii kraju kryzysu gospodarczego. Sprawuje władze w sposób dyktatorski, zapowiedział jednak swoją gotowość do ustąpienia z urzędu w razie porażki. Zarówno opozycja, jak i obserwatorzy Unii Afrykańskiej stwierdzili, że w czasie wyborów doszło do fałszerstw.
O ogłoszenie oficjalnych wyników zaapelowali przedstawiciele siedmiu państw Unii Europejskiej. Podobny apel wystosował rzecznik Białego Domu.

## I tura wyborów

### Wyniki i reakcje
Komisja wyborcza zwlekała z ogłoszeniem wyników, co spowodowało złożenie skargi do sądu przez opozycję. Rządzący Narodowy Związek Zimbabwe - Front Patriotyczny (ZANU-PF) dąży jednak do przeprowadzenia drugiej tury wyborów. Opozycja poinformowała o bojkocie ewentualnej drugiej tury.
W związku z próbą ponownego przeliczenia głosów opozycjoniści postanowili zorganizować strajk generalny, próba ta jednak nie powiodła się, a organizatorzy zostali aresztowani przez oddziały wojska i policji.
24 kwietnia przedstawiciele Departamentu Stanu USA poinformowali, że według ich danych zdecydowane zwycięstwo odniósł kandydat opozycji.

### Oficjalne wyniki
Oficjalne wyniki ogłoszono 2 maja 2008. Według nich żaden z kandydatów nie przekroczył progu 50% głosów i konieczna będzie II tura głosowania. Minister sprawiedliwości poinformował o przedłużeniu terminu ich przeprowadzenia z 21 na 90 dni od daty ogłoszenia wyników I tury.

## II tura wyborów
II tura wyborów odbyła się 27 czerwca 2008. W okresie pomiędzy turami wyborów bojówki partii (ZANU-PF) terroryzowały opozycjonistów. Przedstawiciele opozycji twierdzą, że w czasie kampanii wyborczej zginęło ok. 90 zwolenników Morgana Tsvangirai, on sam był kilkakrotnie aresztowany. Aresztowano również około 2000 zwolenników opozycji, 10 000 zostało rannych, a ok. 200 tys. (całe wioski głosujące na Tsvangirai) wysiedlonych. W tych okolicznościach Morgan Tsvangirai zrezygnował z kandydowania i schronił się na terytorium ambasady Holandii. Mugabe pozostał jedynym kandydatem, ale zdecydował się przeprowadzić wybory. Uzyskał w nich ponad 2 mln głosów wobec 233 tysięcy oddanych na Tsvangirai. Wyniki znów zostały ogłoszone z opóźnieniem.
| Kandydat         | Kandydat          | Partia                                         | 1 runda   | 1 runda | 2 runda   | 2 runda |
| Kandydat         | Kandydat          | Partia                                         | Głosy     | %       | Głosy     | %       |
| ---------------- | ----------------- | ---------------------------------------------- | --------- | ------- | --------- | ------- |
|                  | Morgan Tsvangirai | Ruch na rzecz Demokratycznej Zmiany            | 1 195 562 | 47,9    | 233 000   |         |
|                  | Robert Mugabe     | Narodowy Związek Zimbabwe - Front Patriotyczny | 1 079 730 | 43,2    | 2 150 269 |         |
|                  | Simba Makoni      | kandydat niezależny                            | 207 470   | 8,3     |           |         |
|                  | Langton Towungana | kandydat niezależny                            | 14 503    | 0,6     |           |         |
| Razem            | Razem             | Razem                                          | 2 497 265 | 100,0   |           |         |
| Źródło: BBC News |                   |                                                |           |         |           |         |

### Reakcje
Przebieg głosowania i okoliczności towarzyszące wyborom spotkały się ze zdecydowaną krytyką m.in. władz Niemiec i USA, które zaproponowały zaostrzenie sankcji wobec reżimu. Specjalne oświadczenie potępiające sposób przeprowadzenia wyborów wystosowała także Rada Bezpieczeństwa ONZ. Wielka Brytania pozbawiła Roberta Mugabe tytułu szlacheckiego. Desmond Tutu wezwał natomiast do przeprowadzenia interwencji przez siły międzynarodowe. Z kolei Unia Afrykańska zaapelowała o powołanie rządu jedności narodowej. Stany Zjednoczone przygotowały projekt rezolucji Rady Bezpieczeństwa ONZ przewidującej sankcje wobec głównych przedstawicieli reżimu w Zimbabwe, jednak został on zawetowany przez Rosję i ChRL.